# Іловайський Олексій Іванович
Іловайський Олексій Іванович (*1735 — †1796, Москва) — російський воєначальник, генерал від кавалерії (1796), військовий отаман війська Донського. Походив зі старовинного донського козацько-дворянського роду Іловайських.

## Біографія
На військовій службі з 1751 р. В складі сотні військового отамана Степана Даниловича Єфремова у 1755 р. знаходився в Петербурзі, а наступного року брав участь у поході на Кабарду. Учасник Семирічної війні з Пруссією (1756—1763 рр.) та в першої Російсько-турецької війни (1768—1771 рр.). У 1758 р. був направлений посланцем до кубанського сераскера для переговорів.
14 лютого 1773 р. замість Степана Єфремова призначений отаманом війська Донського. На прохання князя Потьомкіна царицею Катериною ІІ було видано спеціальний указ, яким Іловайський, першим з донських козаків, було призначено наказним отаманом з чином полковника російської армії.
За арешт Пугачова у 1774 р. в Яїцькому місті Катериною ІІ Олексія Іловайського було нагороджено золотою шаблею, 20 тис. карбованцями та 60 тис. десятинами землі. За жорстокий розгром повстання та ув'язнення Пугачова Олексія Іловайського було призначено військовим отаманом Війська Донського (1775—1796) та першому з донських козаків був пожалуваний чин генерал-майора. Настільки щедре винагородження було також обумовлене тим, що полк, яким він командував під час першої турецької війни, розбив немало ворожих загонів.
Під час його отаманства було відкрито перший навчальний заклад — Головне народне училище, введено Військовий громадський уряд та підтверджені права Війська на володіння приналежними йому землями.
1 жовтня 1785 р. дванадцять військових полків зі своїм військовим отаманом Іловайським під керівництвом Олександра Васильовича Суворова брали участь у розгромі ногайських татар, втікачів за Кубань. Козаки захопили 4 тис. полонених, 3 тис. коней, 4 тис. великої рогатої худоби та понад 30 тис. овець. Тіла вбитих татар укривали простір у 10 верст завдовжки.
Надалі Олексій Іванович — учасник третьої російсько-турецької війни (1787—1791). У 1792 р. він, виконуючи наказ Катерини ІІ, учинив розправу над козаками, які постали проти переселення шести полків на Кавказ. За імператора Павла Олексію Іловайському було пожалуване, першому з донських козаків, звання генерала від кавалерії та чин таємного радника (1796 р.)
Помер Олексій Іловайський 1796 року, похований у Донському монастирі Москви.